# Safia inconspicua
Safia inconspicua là một loài bướm đêm trong họ Noctuidae.